# Batia (genre)
Pour les articles homonymes, voir Batia.
Genre
Batia est un genre de petits insectes de l'ordre des lépidoptères (papillons), de la famille des Oecophoridae, de la sous-famille des Oecophorinae.

## Liste d'espèces en Europe
- Batia inexpectella
- Batia internella
- Batia lambdella
- Batia lunaris
- Batia lutosella
- Batia samosella